# Vera Timanova
Vera Viktorovna Timanova (en russe : Вера Викторовна Тиманова ; Oufa, 18 février 1855 – Leningrad, 22 février 1942) est une pianiste russe.

## Biographie
Vera Timanova naît dans une famille d'Oufa, au Bachkortostan, en Russie, où elle passe son enfance. Elle montre son aptitude  à la musique précocement et dès six ans, commence à prendre des leçons de piano à Oufa. Elle se produit en public à neuf ans. À propos de ce concert, elle écrit dans son autobiographie : « L'annonce du concert a fait sensation dans la ville. Les billets se sont rapidement vendus et j'ai gagné mon premier millier de roubles. J'ai interprété un concerto de Mozart et plusieurs pièces. Le succès fut complet ».
L'enfant prodige retient l'attention du compositeur et pédagogue Anton Rubinstein, qui fait l'éloge de son potentiel : les deux sont devenus des amis proches. Une recommandation de Rubinstein conduit au parrainage de Timanova par un marchand de la région pour étudier avec Carl Tausig à l'école de piano avancée à Berlin. Par la suite, Timanova étudie avec Franz Liszt à Budapest et devient une éminente interprète qui se produit en Russie, en France, en Autriche, en Grande-Bretagne, en Allemagne et en Turquie, alors qu'elle revient périodiquement jouer à Oufa ; où elle effectue son dernier voyage en 1896.
Parmi les grands admirateurs de Timanova, on trouve Alexandre Borodine et Piotr Ilitch Tchaïkovski, qui lui a dédié le Scherzo humoristique, extrait de ses Six Pièces pour piano, op. 19 (1873). En plus de son amitié avec Rubinstein, Timanova était aussi très proche du chef d'orchestre et compositeur tchèque, Eduard Nápravník. Sa Fantaisie (1881), écrite pour Timanova, est une œuvre virtuose de douze minutes, basée sur trois chansons folkloriques russes, notamment les Bateliers de la Volga,.
En 1907, Timanova retourne en Russie et s'installe à Saint-Pétersbourg de façon permanente, donnant concerts et cours de piano. En 1907, elle « enregistre » un certain nombre de pièces pour les pianos mécaniques Welte-Mignon, notamment des œuvres de Liszt, Sergueï Liapounov, Moritz Moszkowski, et l'extraordinairement difficile Étude en la-bémol, op. 1 no 2, attribuée à Paul de Schlözer.
Après la révolution de 1917, la vie aisée de Timanova amène des critiques de la nouvelle autorité Bolchevique, mais elle se voit accorder néanmoins une retraite de 50 roubles, suffisante pour financer l'emploi d'une femme de chambre. Sa dernière apparition publique est de 1937, alors qu'elle avait 82 ans. Vera Timanova est morte de faim pendant le siège de Leningrad, en février 1942.